# Robert Roode
Robert F. "Bobby" Roode, Jr. (Peterborough (Ontario), 11 mei 1977) is een Canadees professioneel worstelaar die werkzaam is bij WWE als Robert Roode. Roode had eerst een contract getekend bij WWE NXT (het opleidingscentrum van WWE), waar hij onder andere het NXT Championship won. Later is hij doorverwezen naar WWE SmackDown en worstelt daar in de competitie. Voordat Roode bij WWE kwam worstelde onder andere bij Total Nonstop Action Wrestling (TNA)

## In het worstelen
- Finishers
  - Northern Lariat (Running lariat to the back of an opponent's neck)
  - Pay Off
  - Glorious DDT
- Signature moves
  - Diving knee drop
  - Diving neckbreaker
  - Double R Spinebuster (Spinning spinebuster)
  - Frog splash
  - Roode Awakening (Hangman's neckbreaker) – geadopteerd van Rick Rude
  - Roode Bomb (Spinning powerbomb)
  - Rolling neck snap
  - Rotating belly to back side slam
- Managers
  - Coach D'Amore
  - Eric Young
  - Ms. Brooks
  - Ms. Payton Banks
  - Jacqueline
  - Ric Flair
- Bijnamen
  - The Canadian Enforcer
  - "Total" Lee Awesome
  - "The Natural"
  - "The Wizard of Wall Street"
  - "The Wall Street Investor"
  - "The glorious One"

## Prestaties
- All–Canadian Pro Wrestling
  - ACPW Heavyweight Championship (1 keer)
- Atlantic Coast Wrestling
  - ACW International Heavyweight Championship (1 keer)
- Border City Wrestling
  - BCW Can-Am Heavyweight Championship (1 keer)
  - BCW Can-Am Tag Team Championship (1 keer met Petey Williams)
- Maritime Wrestling
  - Maritime Cup (2003)
- NWA Shockwave
  - NWA Cyberspace Heavyweight Championship (1 keer)
- Prime Time Wrestling
  - PTW Heavyweight Championship (2 keer, huidig)
- Pro Wrestling Illustrated
  - PWI Tag Team of the Year (2008 & 2011) met James Storm
- Real Action Wrestling
  - RAW Heavyweight Championship (4 keer)
- Total Nonstop Action Wrestling
  - NWA World Tag Team Championship (2 keer) - met Eric Young
  - TNA King of the Mountain Championship (1 keer)
  - TNA World Heavyweight Championship (2 keer)
  - TNA World Tag Team Championship (6 keer) - 5x met James Storm en 1x met Austin Aries
  - Bound for Glory Series (2011)
  - Team 3D Invitational Tag Team Tournament (2009) - met James Storm
  - TNA Tag Team Championship Series (2010) - met James Storm
  - TNA Tournament of Champions (2013)
- Twin Wrestling Entertainment
  - TWE Heavyweight Championship (1 keer)
- The Bultimore Sun
  - Tag Team of the Year (2009) - met James Storm
- Universal Wrestling Alliance
  - UWA Heavyweight Championship (2 keer)
  - UWA Tag Team Champion (1 keer met Petey Williams)
- Wrestling Observer Newsletter awards
  - Worst Worked Match of the Year (2006) TNA Reverse Battle Royal op TNA Impact!
- WWE
  - NXT Championship (1 keer)
  - WWE Raw Tag Team Championship (2 keer) - 1x met Chad Gable en 1x met Dolph Ziggler
  - WWE United States Championship (1 keer)
  - WWE 24/7 Championship (1 keer)
  - WWE United States Championship Tournament (2017 - 2018)